# Fritz Richter (Maler)

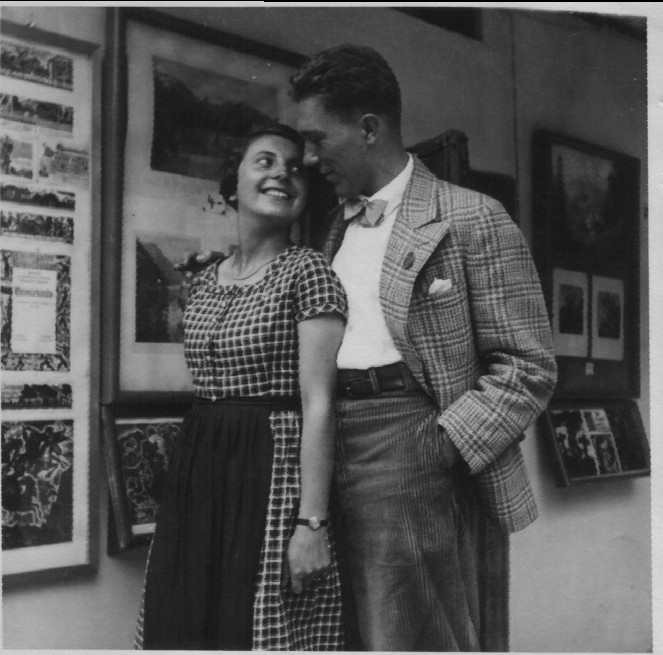
Fritz Richter mit Ehefrau Käthe vor dem Atelier, Berchtesgaden um 1950

Fritz Richter (eigentl. Friedrich Richter; * 19. Dezember 1904 in Salzburg; † 20. Mai 1981 in Berchtesgaden) war ein deutscher Grafiker und Maler, mit Schwerpunkt auf künstlerischen Holzschnitt-Grafiken.

## Leben
Fritz Richter wurde als Sohn des Kunsthändlers Eugen Richter und dessen Frau Margarete, geb. Bader, in Salzburg geboren. Die Eltern stammten aus Dessau. Richter besuchte in seiner Geburtsstadt Salzburg die Schule. So schrieb er in seiner kurzen Biographie: „Die Schule gab mir die schlechtesten Zeichennoten – später die Stadt die silberne Medaille. Meinen Lehrern zum Trotz habe ich Zeichenstift und Stichel ergriffen“. Er studierte an der Leipziger Akademie für graphische Künste bei Georg Belwe und arbeitete anschließend als freischaffender Künstler mit dem Schwerpunkt auf Gebrauchsgrafiken und Holzschnitte.
Nach einem kurzen Aufenthalt in München lebte Richter ab 1931 bis zu seinem Tod in Berchtesgaden. Von Berchtesgaden aus unternahm er Studienreisen nach Italien, Frankreich und dem Balkan. Während des Zweiten Weltkrieges wurde er für fünf Jahre zum Kriegsdienst eingezogen – welcher Art sein Kriegsdienst war, ob z. B. als Soldat oder Sanitäter, ist nicht bekannt. Ab 1955 litt er an einer zunehmend schweren Erkrankung, so dass er das Holzstechen aufgeben musste und bis zum endgültigen Erlahmen seiner Kraft nur noch malte und zeichnete. Aber noch bis in die 1970er Jahre wurden von ihm in Berchtesgaden neben der Franziskanerkirche in dem kleinen, vermutlich 1709 erbauten Gebäude eines ehemaligen Lebzelterladens Abdrucke seiner Holzschnitte auf engstem Raum ausgestellt und zum Kauf angeboten – siehe Abb. links wird dieses Ladengebäude seit einigen Jahren (Stand: 2021) erneut zu diesem Zweck genutzt.
Fritz Richter war verheiratet, die Ehe blieb kinderlos.

## Kunstschaffen
Richter schuf über 150 Holzschnitte neben Buchillustrationen und Exlibris. Ein Großteil dieser Holzschnitte zeigen die Landschaft um Berchtesgaden, die Menschen, die in dieser Landschaft verwurzelt sind mit ihrer Arbeit, ihren Sitten und dem Brauchtum, ihre Freuden aber auch ihrem Leid.
In der frühen Schaffensperiode entstanden etwa 20 Holzschnitte, die in der schwarzweißen Farbgebung das Leid des Krieges wiedergeben und die soziale Kluft der 1920er Jahre anprangern. Diese Drucke sind  der veristischen Stilrichtung zuzuschreiben, die  eine provokative  wirklichkeitsgetreue  künstlerische Art beschreibt. Hier sind solche  Schnitte von Richter zu nennen wie: Groteske einer Stadt, Und über uns der Himmel wie auch Das Saxophon spielt der Tod.
Nach 1931 und vor allem nach dem Krieg änderten sich seine Sujets. So prägten nun auch verstärkt biblische Motive seine Werke. Mit zunehmendem Alter wendete er sich philosophisch weltlichen Themen zu, insbesondere mit Holzschnitten zu Goethes Faust.
Auf seinen Studienreisen insbesondere in Italien entstanden viele Aquarelle. Die Bergwelt des Berchtesgadener Landes findet man ebenfalls in vielen seiner Aquarelle, nicht zuletzt nachdem Richter krankheitsbedingt keine Holzschnitte mehr anfertigen konnte.

## Auszeichnungen
- 1938: Silberne Medaille der Stadt Salzburg
- 1944: Kulturpreis der Stadt Salzburg
- 1961: Ehrenpreis der Stadt Salzburg
- 1966: Ehrenpreis der Stadt Salzburg

## Ausstellungen, Ankäufe
Bereits ab 1929 waren Werke von Richter an führenden Ausstellungen vertreten, wie alljährlich im Münchner Haus der Kunst, Akademie der Künste (Berlin), 1934 Kollektivausstellung der Künstlergenossenschaft München, 1936 in der Galerie Gurlitt in Berlin, 1941 im Gustav-Lübcke-Museum in Hamm, 1962 in der Galerie Schumann in München, 1962 im Kunstverein Coburg und natürlich auch mehrfach in Berchtesgaden. Im Ausland wurden seine Werke  gezeigt: 1934 in Budapest, Tokio, Peking (China), Lahore (Indien), 1953 in der Galerie Picard (Paris), im Art Institute of Chicago, im Cooper Museum und dem Metropolitan Museum of Art in New York.
Ankäufe von Richters Werken erfolgten durch den bayrischen und anhaltischen Staat sowie Museen aus München und Salzburg, Metropolitan Museum in New York, dem  Rhode Island School of Design Museum sowie von weiteren Institutionen wie dem Eulenspiegel-Museum in Mölln.

## Bibliographie (soweit bekannt)

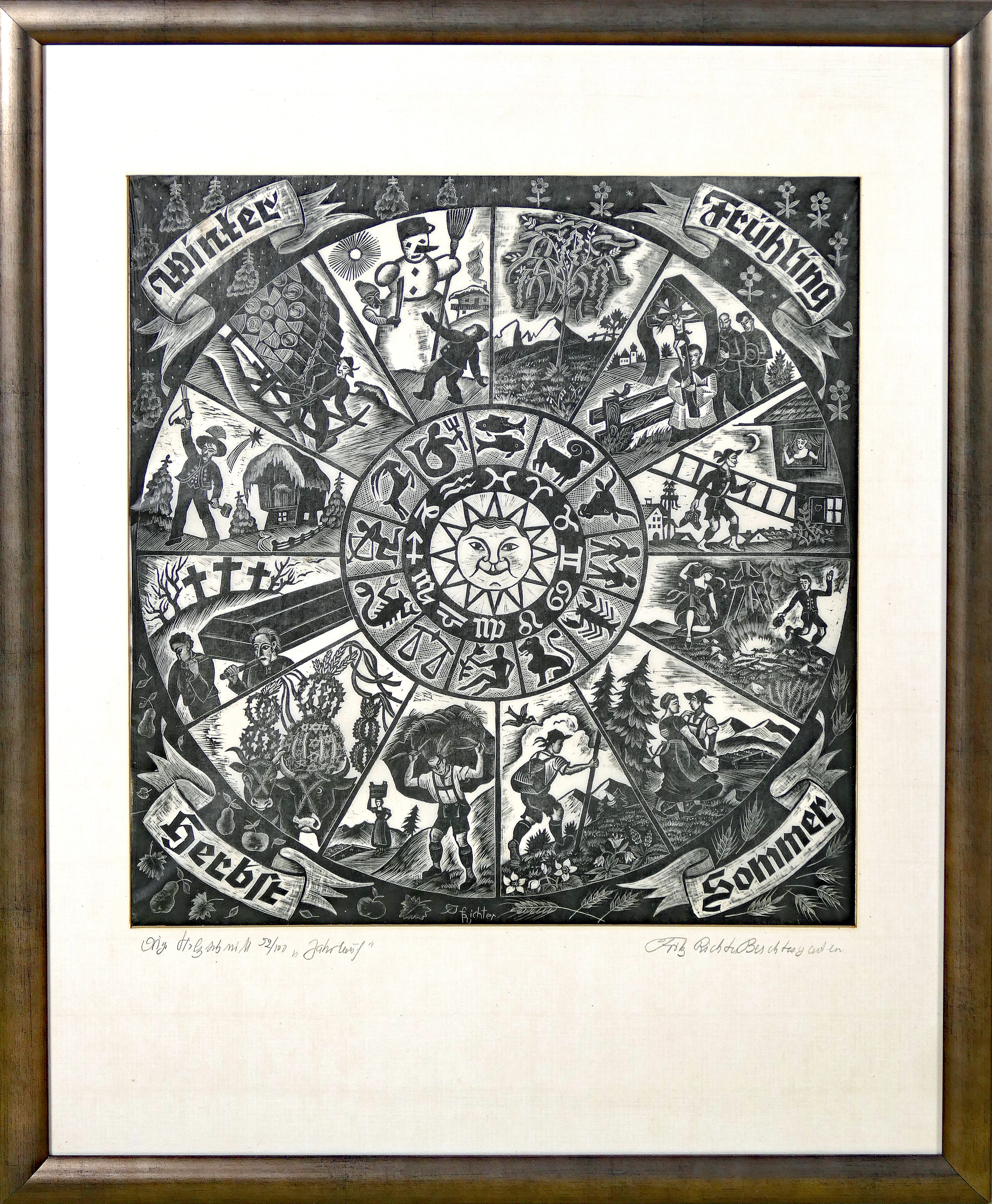
Jahreslauf

### Eigenständige Publikationen
- Berchtesgadener Holzschnitt-Büchl. 50 Holzschnitte. Eugen Richter Verlag, Berchtesgaden um 1930.
- Der Bauerntotentanz. Ein Holzschnittbuch. 24 Holzschnitte. 24 Blatt. Selbstverlag, Berchtesgaden 1936.
- Ich glaube. 23 Holzschnitte zur Bibel. 24 Blatt. Selbstverlag, Berchtesgaden um 1950.
- Faust. Eine Holzschnittfolge. 24 Blatt. Selbstverlag, Berchtesgaden 1953.
- Berchtesgadener Jahrbüch'l. 50 Holzschnitte, Abb. mit Text. Selbstverlag, Berchtesgaden 1957.
- Berchtesgadener Jahrbüch'l. 50 Holzschnitte. Selbstverlag, Berchtesgaden 1974.
- Wolfsteiner Skizzenblätter. 13 Blatt. Gehringer, Kaiserslautern 1980.

### Illustrationen
- Of de Barg (Hrsg.): Wenn de Vugelbeer blüht. Liederheft zum großen erzgebirgischen Streitsingen zu Ehren der preisgekrönten Gruppen und Einzelsänger. Bruckmann, München ca. 1930.
- Giovanni Boccaccio: Das Decameron. Mit 50 Holzschnitten. Übersetzt von Johannes von Guenther. Bertelsmann, München 1960.
- Antonio Cornazano: Sprichwortnovellen. Mit 18 Original-Holzschnitten von Fritz Richter. Übersetzt von Albert Wesselski. Müller & Kiepenheuer, Hanau 1967, 1998, ISBN 3-7833-8711-6.